# 库埃尔瓦
库埃尔瓦，是西班牙卡斯蒂利亚-拉曼恰托莱多省的一个市镇。总面积38平方公里，总人口1299人（2001年），人口密度34人/平方公里。